# Barão de Dinis Samuel
Barão de Dinis Samuel é um título nobiliárquico criado por D. Fernando II de Portugal, Regente durante a menoridade de D. Pedro V de Portugal, por Decreto de 14 de Setembro e Carta de 27 de Novembro de 1855, em favor de David Denis Moses Samuel.
Titulares
1. David Denis Moses Samuel, 1.° Barão de Dinis Samuel.